# Salvador Biondi
Rodolfo Salvador Biondi Logguzzo (Villa Urquiza, provincia de Buenos Aires, Argentina, 12 de diciembre de 1923-13 de febrero de 1987)  fue un futbolista y director técnico argentino.
Es el padre del también futbolista Ricardo Biondi.

## Trayectoria

### Como jugador
Nacido en Villa Urquiza, comenzó su carrera profesional defendiendo la camiseta de Acassuso en 1943. Entre 1945 y 1947 defendió la camiseta de Boca Juniors, en abril de 1948 cruzó la cordillera para fichar por Everton de la Primera División de Chile. En el conjunto viñamarino se transformó en un ídolo, teniendo 3 pasos y coronándose como campeón de la Primera división en 1950 y 1952.
Tras un paso por Platense en 1951 y una segunda estadía por Boca Juniors en partidos amistosos en 1953, desarrolló el resto de su carrera en Chile. Unión La Calera y Deportes La Serena fueron sus últimos equipos en el fútbol, retirándose a fines de la temporada 1957.

### Como entrenador
Luego de su retiro, en 1958 asumió la banca de Unión La Calera, para la temporada 1959 asumir en Everton. Dirigió al equipo viñamarino por 4 temporadas.En 1964 dirigió nuevamente a Unión La Calera, en la búsqueda de un defensa central para su equipo, y tras el rechazo de Jaime Salinas de partir desde Santiago Wanderers, logró el concurso del juvenil wanderino de 16 años Elías Figueroa, que a la postre se transformaría en uno de los mejores jugadores de la historia del fútbol chileno.
Entre 1965 y 1966 dirigió a Audax Italiano, haciendo debutar en primera división a Carlos Reinoso.Tras un paso por Magallanes en 1969, volvió al conjunto itálico el mismo año.En 1974 asumió la dirección técnica de Unión San Felipe, en donde con su ojo clínico recomendó fichar a Oscar Fabbiani.Continuó su carrera dirigiendo nuevamente a Unión La Calera, Huachipato, Ferroviarios, otros dos pasos por Audax Italiano, Iberia y finalmente en 1983 dirigió interinamente a Santiago Wanderers.
Luego, dirigió en las divisiones inferiores de Universidad de Chile, en donde recomendó la contratación a los azules del juvenil temuquense Marcelo Salas. Además, recomendó el fichaje del arquero Sergio Vargas para el primer equipo.

## Clubes

### Como jugador
| Club               | País      | Año       |
| ------------------ | --------- | --------- |
| Acassuso           | Argentina | 1943-1944 |
| Boca Juniors       | Argentina | 1945-1947 |
| Everton            | Chile     | 1948-1950 |
| Platense           | Argentina | 1951      |
| Everton            | Chile     | 1952      |
| Boca Juniors       | Argentina | 1953      |
| Everton            | Chile     | 1954      |
| Unión La Calera    | Chile     | 1955      |
| Deportes La Serena | Chile     | 1956      |
| Unión La Calera    | Chile     | 1957      |

### Como entrenador
| Club               | País  | Año       |
| ------------------ | ----- | --------- |
| Unión La Calera    | Chile | 1958      |
| Everton            | Chile | 1959-1963 |
| Unión La Calera    | Chile | 1964      |
| Audax Italiano     | Chile | 1965-1966 |
| Magallanes         | Chile | 1969      |
| Audax Italiano     | Chile | 1969-1970 |
| Unión San Felipe   | Chile | 1974      |
| Unión La Calera    | Chile | 1975      |
| Huachipato         | Chile | 1976      |
| Ferroviarios       | Chile | 1978-1979 |
| Audax Italiano     | Chile | 1979      |
| Iberia             | Chile | 1981      |
| Audax Italiano     | Chile | 1982      |
| Santiago Wanderers | Chile | 1983      |

## Palmarés

### Como jugador

#### Campeonatos nacionales
| Título           | Club    | País  | Año  |
| ---------------- | ------- | ----- | ---- |
| Primera División | Everton | Chile | 1950 |
| Primera División | Everton | Chile | 1952 |

## Fallecimiento
Aproximadamente a las 13:50 horas del jueves 24 de noviembre de  2016, falleció en Santiago a los 90 años de edad.